# غطاء نباتي دائم
غطاء نباتي دائم يشار إليه بكل من الأشجار والعشب المعمر والمراعي والبقوليات والشجيرات المتوقع أعمارها ب 5 سنوات على الأقل وفي الولايات المتحدة الأمريكية الغطاء الدائم مطلوب في الأراضي الزراعية المنضمة إلى برنامج الحفاظ على الاحتياطي.